# Dorrit Bauerecker

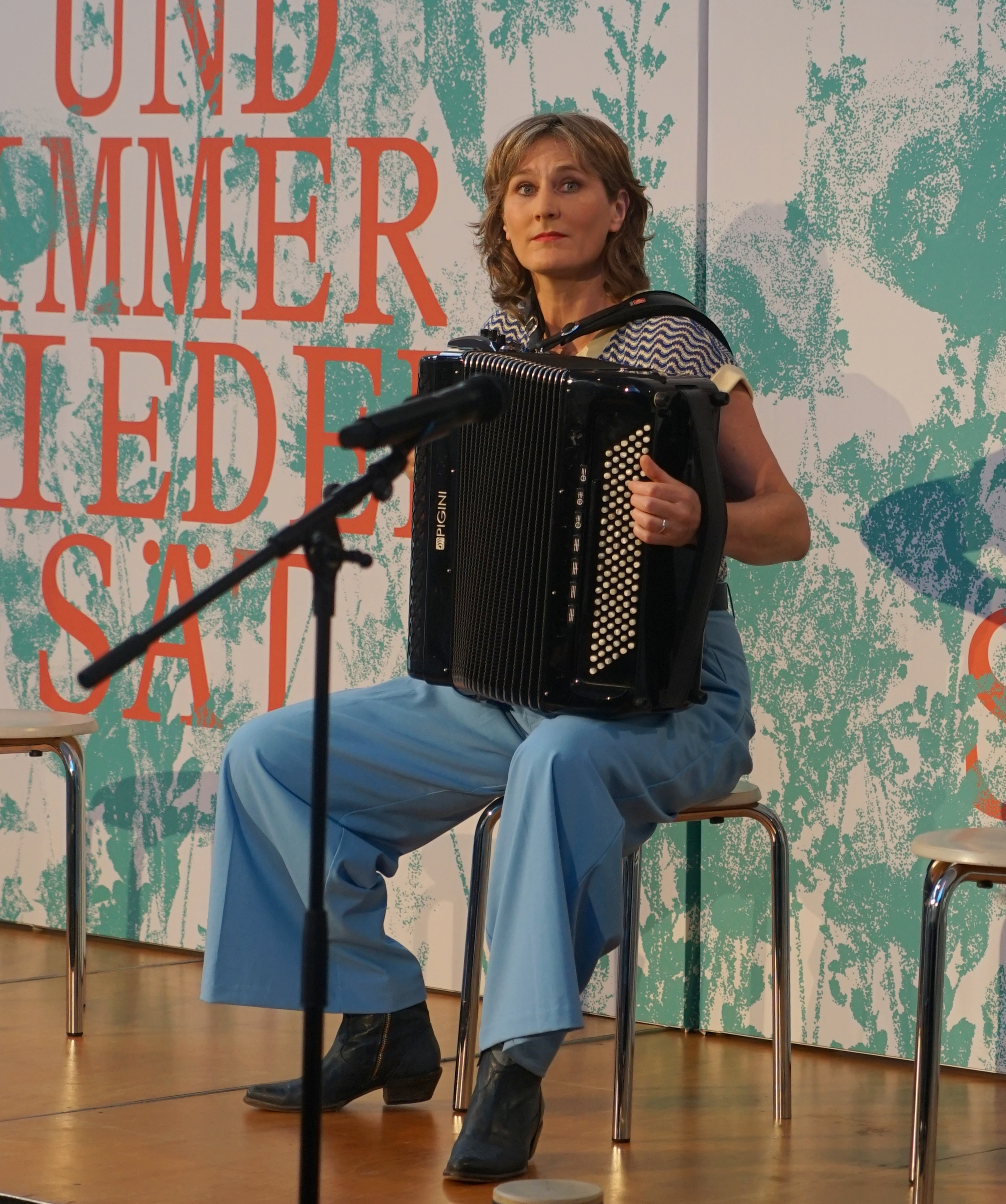
Dorrit Bauerecker, 2025

Dorrit Bauerecker (* 1973 in Braunschweig) ist eine deutsche Pianistin und Akkordeonistin. Sie arbeitet schwerpunktmäßig als Interpretin im Bereich Zeitgenössische Musik.

## Leben
Dorrit Bauerecker studierte an der Musikhochschule Hannover und setzte ihre Ausbildung dann bei Pi-hsien Chen an der Musikhochschule Köln fort, wo sie 2001 ihr künstlerisches Diplom erwarb. Sie besuchte Meisterkurse u. a. bei Peter Feuchtwanger, Pavel Gililov und Konrad Elser. Bei Paulo Álvares erhielt sie Unterricht zu Aleatorischer Musik und Improvisation.
Ihre Soloprogramme, von denen sie zwei beim WDR und BR auf CD eingespielt hat, zeichnen sich durch die gleichberechtigte Verwendung von Klavier und Akkordeon aus, hinzu kommen  Zusatzinstrumente und performative Elemente. Bauerecker ist mit  Uraufführungen zeitgenössischer Werke hervorgetreten. Eine langjährige Zusammenarbeit verbindet sie mit dem Komponisten Manos Tsangaris, in dessen Musiktheaterproduktionen sie häufig mitgewirkt hat. Mit der Sängerin und Performerin Barbara Schachtner gründete sie das Ensemble INTERSTELLAR 2 2 7, das mit Choreografie und Bühnenbild einbeziehenden inszenierten Konzerten auftritt.
Bauerecker ist bei Festivals wie den Donaueschinger Musiktagen, den Wittener Tagen für neue Kammermusik, Acht Brücken und dem Beethovenfest Bonn aufgetreten. Gastauftritte führten sie an die Oper Köln und auf Konzertreisen nach Singapur und Australien mit dem Ensemble hand werk.
Als Musikerin und Arrangeurin des Duos Generationenkomplott tritt Dorrit Bauerecker gemeinsam mit der Schauspielerin Gisela E. Marx seit 1999 mit musikalisch-kabarettistischen Revuen auf, die sich mit der Geschichte der Frauenbewegung oder mit Frauen in der Zeit des Nationalsozialismus auseinandersetzen. Außerdem war sie Gründungsmitglied des Sextetts Rheinsirenen, mit dem sie Salon-, Tanz- und Filmmusik gespielt hat.

## Diskographie
- 2017: from INNER CITIES (Kaleidos)
- 2021: ONE WOMAN BAND experimental music circus (Kaleidos), mit Moritz Eggert